# Miss Earth 2010

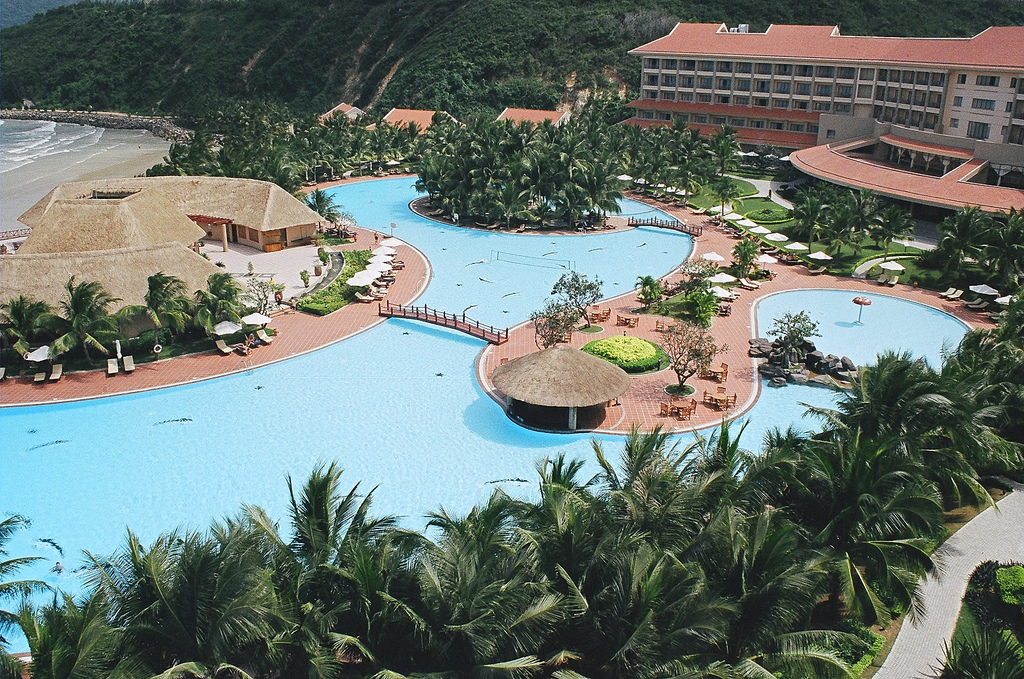
A verseny helyszíne: Nha Trang, Vietnám

A Miss Earth 2010 a 10. jubileumi versenye a Miss Earth nemzetközi szépségversenynek. A döntőre 2010. december 4-én került sor Nha Trang-ban, Vietnámban. A 2010-es verseny időpontját és helyszínét egy sajtókonferencia keretében hirdették ki Legend Saigon Hotelben, Ho Si Minh-városban, Vietnámban 2010. január 28-án.
84 versenyző vesz részt a versenyen, mely a Miss Earth 2010 címért zajlik. A döntőn a brazil Larissa Ramos adta át helyét az új győztesnek, az indiai Nicole Fariának. A győztes szóvivőként fog részt venni a Miss Earth Foundation, az ENSZ Környezetvédelmi Programjának és más környezetvédő szervek munkájában.

## A verseny lebonyolítása
A versenyzők november 3-7 között érkeztek meg Vietnámba, ahol 1 hónapos felkészülés vette kezdetét. Azonban Nicaragua és Martinique képviselője mintegy 10 nappal később érkezett meg a verseny helyszínére, Ghána és Ukrajna jelöltjét szintén későbbre várták. A francia és a belga versenyző a hónap elején hazautazott, de a szervezők új jelöltet várnak. Bár hivatalosan bejelentették a részvételt, Grúzia és Paraguay versenyzői nem utaztak el a versenyre.
Előzetes hírek szerint a Miss Earth versenyeken megszokott 16 középdöntős kiválasztása helyett ebben az évben csupán 4 döntőst választanak ki, viszont minden versenyző felvonul a zsűri előtt fürdőruhában és estélyi ruhában, ami eddig csak az elődöntőn történt meg, a döntőn nem.
A verseny alatt a Miss Earth 2010 szervezőbizottsága úgy döntött, hogy 2 millió vietnámi dongot, azaz mintegy 100 ezer amerikai dollárt ajánlanak fel Vietnám árvíz sújtotta középső tartományainak, Bin Thuannak, Khanh Hoának és Quang Namnak.
A 79 versenyző november 18-án egy második jótékonysági gálavacsorán vett részt, aminek a bevételét szintén az árvíz által sújtott területeknek ajánlották fel. Egy sajtókonferencia keretében azt is bejelentették, hogy a következő évi Miss Earth 2011 versenyt ismét Vietnámban fogják megrendezni, majd utána minden páratlan évben ismét Vietnám lesz a házigazda, míg a páros években a rendezvény olyan helyszínekre látogat, mint Thaiföld vagy Hongkong.
A döntő előtt két nappal, december 2-án búcsú gálaestet rendeztek, amin átadták a Miss Friendship és a Miss Congeniality díjakat.

### Program
A versenyzők az alábbi programokon vesznek részt:
- November 3-7., Ho Si Minh-város: A versenyzők érkezése és regisztráció.
- November 7.: A 4 csoportra osztott versenyzők különféle programokon vesznek részt, mint a Saigon-folyó megtekintése, Ao Dai próba.
- November 8.: A Da Phuoc hulladékfeldolgozó üzem meglátogatása.
- November 9.: Talent Show (Miss Tehetség-választás)
- November 10.: Hivatalos sajtótájékoztató, a versenyzők által magukkal hozott ajándéktárgyak jótékony célú elárverezése.
- November 11.: Gála vacsora, melyet élőben közvetít a Ho Si Minh-városi televízió.
- November 12.: Utazás Phan Thietbe.
- November 13.: Nemzeti viselet-vetélkedő.
- November 16.: Utazás Nha Trangba.
- November 17.: Ao Dai- és Estélyi ruha-verseny.
- November 20.: Fürdőruha-verseny
- December 4.: Döntő
- December 5.: Visszautazás Ho Si Minh-városba, a versenyzők hazautazása.

### A döntő
A döntőre december 4-én került sor. A verseny eddigi szabályaitól eltérően 2010-ben nem 16, hanem 14 középdöntőst választottak ki a 84 induló közül. Ők mindannyian részt vettek a fürdőruhás és estélyi ruhás fordulóban. Közülük hetet választott ki a zsűri, akikkel interjút készítettek. Az összpontszámok alapján a 7 döntős közül hirdették ki a negyedik, harmadik, második helyezettet, majd a győztest.
A döntőt Vietnámban élőben közvetítette a VTV, Ázsiában pedig a Star World Asia Network. A show-műsorban fellépők között látható lesz Ronan Keating is. A döntő egyik műsorvezetője a Fülöp-szigeteki Sandra Seifert volt, aki előző évben második helyezést ért el.

## Eredmények

### Végeredmény
| Helyezés        | Név |
| --------------- | --- |
| Miss Earth 2010 | - India – Nicole Faria |
| 2. helyezett    | - Ecuador – Jennifer Pazmiño |
| 3. helyezett    | - Thaiföld – Watsaporn Wattanakoon |
| 4. helyezett    | - Puerto Rico – Yeidy Bosques |
| Top 7           | - Dél-afrikai Köztársaság – Nondyebo Dzingwa - Japán – Marina Kishira - Venezuela – Mariangela Bonanni |
| Top 14          | - Csehország – Carmen Justova - Hollandia – Desiree van den Berg - Olaszország – Ilenia Arnolfo - Oroszország – Viktoria Shchukina - Ukrajna – Valentina Zhytnyk - USA – Danielle Bounds - Vietnám – Lưu Thị Diễm Hương |

### Különdíjak
Ahogy minden korábbi versenyen, 2010-ben is 6 különdíjat osztottak ki. Ebből négyet az egy hónapos felkészítőtábor alatt szervezett vetélkedőkön lehetett elnyerni, kettőt, a Miss Friendship és Miss Photogenic díjakat pedig a döntő előtt hirdették ki.

#### Miss Talent
A Miss Talent (Miss Tehetség) versenyt november 9-én rendezték meg, amin 18 versenyző vett részt.
| Helyezés | Név |
| -------- | --- |
| Győztes  | - India Nicole Faria |
| Top 5    | - Japán – Marina Kishira - Krími Autonóm Köztársaság – Anastasiya Sienina - Szingapúr – Maricelle Rani Wong - Vietnám – Lưu Thị Diễm Hương |
| Top 20   | - Anglia – Sandra Marie Lees - Bosznia-Hercegovina – Ema Golijanin - Botswana – Onalenna Gaopalelwe - Brazília – Luisa Lopes - Dél-afrikai Köztársaság – Nondyebo Dzingwa - Guam – Naiomie Jean Santos - Guatemala – Sue Ellen Castañeda - Guyana – Soyini Fraser - Írország – Alesha Gallen - Jamaica – Kai Ayanna McDonald - Olaszország – Ilenia Arnolfo - Thaiföld – Watsaporn Wattanakoon - Tonga – Glena Lavemai |

#### Best National Costume
A Best National Costume (Legjobb Nemzeti Viselet) vetélkedőt november 13-án tartották Phan Thietben. A különdíj győztese, aki a Miss Sealinks City díjat is megkapta, 5000 dollár jutalmat kapott. A japán verseny főszervezője, Ines Ligron úgy nyilatkozott, a nyertes kosztümöt ő és Tadashi Shoji tervezte még 2004-ben.
| Helyezés | Név |
| -------- | --- |
| Győztes  | - Japán Marina Kishira |
| Top 5    | - Brazília – Luisa Lopes - Dél-afrikai Köztársaság – Nondyebo Dzingwa - Ecuador – Jennifer Pazmiño - Mexikó – Claudia Lopez Mollinedo |

#### Best in Swimwear
A Best in Swimwear (Legjobb Fürdőruha) versenyt november 20-án tartották Phu Yenben. A győztes 5000 dollár jutalmat kapott.
| Helyezés | Név |
| -------- | --- |
| Győztes  | - Vietnám Luu Thi Diem Huong                                                                                         |
| Top 5    | - Csehország – Carmen Justova - Ecuador – Jennifer Pazmiño - Norvégia – Iman Kerigo - Venezuela – Mariangela Bonanni |

#### Best in Evening Gown
A Best in Evening Gown (Legjobb Estélyi ruha) vetélkedőt november 17-én tartották Nha Trangban. A különdíj győztese 5000 dollár jutalmat kapott.
| Helyezés | Név |
| -------- | --- |
| Győztes  | - Ecuador Jennifer Pazmiño                                                                                                 |
| Top 5    | - Brazília – Luisa Lopes - Csehország – Carmen Justova - Thaiföld – Watsaporn Wattanakoon - Venezuela – Mariangela Bonanni |

#### Miss Friendship
A Miss Friendship különdíjat a döntő előtt két nappal, december 2-án rendezett gálaesten adták át
| Helyezés | Név                             |
| -------- | ------------------------------- |
| Győztes  | - Guatemala Sue Ellen Castaneda |

#### Miss Photogenic
A Miss Photogenic különdíjat a döntő előtt két nappal, december 2-án rendezett gálaesten adták át
| Helyezés | Név                              |
| -------- | -------------------------------- |
| Győztes  | - Thaiföld Watsaporn Wattanakoon |

## Versenyzők
| Ország                    | Név                      | Életkor | Magasság | Szülőhely               |
| ------------------------- | ------------------------ | ------- | -------- | ----------------------- |
| Anglia                    | Sandra Marie Lees        | 25      | 170      | Birmingham              |
| Ausztrália                | Kelly Louise Maguire     | 24      | 175      | Sydney                  |
| Bahama-szigetek           | Aquelle Plakaris         | 24      | 178      | Nassau                  |
| Belgium                   | Melissa Vinerhoed        | 18      | 170      | Etterbeek               |
| Bolívia                   | Yovana O'Brien           | 19      | 180      | Santa Cruz de la Sierra |
| Bosznia-Hercegovina       | Ema Golijanin            | 18      | 177      | Szarajevó               |
| Botswana                  | Onalenna Gaopalelwe      | 20      | 173      | Serowe                  |
| Brazília                  | Luisa de Almeida Lopes   | 20      | 175      | Porto de Galinhas       |
| Chile                     | Pamela Soprani           | 23      | 177      | Santiago de Chile       |
| Costa Rica                | Allyson Alfaro           | 19      | 172      | San José                |
| Curaçao                   | Norayla Francisco        | 25      | 181      | Willemstad              |
| Csehország                | Carmen Justová           | 19      | 176      | Sokolov                 |
| Dánia                     | Sandra Vester            | 25      | 173      |                         |
| Dél-afrikai Köztársaság   | Nondyebo Dzingwa         | 24      | 175      | Roodepoort              |
| Dominikai Köztársaság     | Wisleidy Osorio          | 25      | 172      | Samana                  |
| Ecuador                   | Jennifer Pazmiño         | 22      | 180      | Guayaquil               |
| Egyiptom                  | Doaa Hakam               | 22      | 169      | Luxor                   |
| Észak-Írország            | Judith Keys              | 18      | 168      | Belfast                 |
| Franciaország             | Fanny Vauzanges          | 25      | 174      |                         |
| Francia Polinézia         | Mihiatea Ruta            | 24      | 175      |                         |
| Fülöp-szigetek            | Kris Psyche Resus        | 22      | 166      | Infanta                 |
| Ghána                     | Golda Dayi               | 24      | 175      | Accra                   |
| Guadeloupe                | Maite Maillot            | 24      | 175      |                         |
| Guam                      | Naiomie Jean Santos      | 18      | 175      | Maina                   |
| Guatemala                 | Sue Ellen Castañeda      | 24      | 172      |                         |
| Guyana                    | Soyini Fraser            | 20      | 180      | Georgetown              |
| Hollandia                 | Desiree van den Berg     | 23      | 176      | Santpoort               |
| Hongkong                  | Xiaoyue Zheng            | 20      | 176      | Hongkong                |
| India                     | Nicole Faria             | 20      | 176      | Bengaluru               |
| Indonézia                 | Jessica Aurelia Tji      | 24      | 170      | Jakarta                 |
| Írország                  | Alesha Gallen            | 24      | 175      | Donegal                 |
| Jamaica                   | Kai Ayanna McDonald      | 24      | 172      |                         |
| Japán                     | Marina Kishira           | 23      | 173      | Hokkaido                |
| Kajmán-szigetek           | Samantha Widmer          | 23      | 175      | George Town             |
| Kamerun                   | Estelle Essame           | 26      | 171      | Yaoundé                 |
| Kanada                    | Summer Anne Ross         | 26      | 180      | Ontario                 |
| Kenya                     | Miano Isabell Wangui     | 22      | 174      |                         |
| Kína                      | Zhao Shenqianhui         | 19      | 177      |                         |
| Kolumbia                  | Diana Marin              | 22      | 180      | Cali                    |
| Dél-Korea                 | Lee Gui-joo              | 20      | 174      |                         |
| Koszovó                   | Morena Taraku            | 20      | 175      | Peć                     |
| Krími Autonóm Köztársaság | Anastasiya Sienina       | 19      | 179      | Szimferopol             |
| Lengyelország             | Beata Polakowska         | 24      | 172      | Ostrów Mazowiecka       |
| Lettország                | Eva Caune                | 22      | 168      | Riga                    |
| Libanon                   | Jihane Nehme             | 26      | 174      |                         |
| Luxemburg                 | Laureta Bardoniqi        | 18      | 168      | Bettembourg             |
| Madagaszkár               | Alexandra Randrianarivel | 23      | 173      | Antananarivo            |
| Makaó                     | Yi Tong Sun              | 23      | 166      | Makaó                   |
| Malajzia                  | Appey Rowena             | 18      | 170      | Kota Kinabalu           |
| Málta                     | Christine Mifsud         | 19      | 176      |                         |
| Martinique                | Christine Garçon         | 22      | 178      | Le Vauclin              |
| Mauritius                 | Anne-Lise Ramooloo       | 21      | 174      | Port Louis              |
| Mexikó                    | Claudia Lopez Mollinedo  | 18      | 173      | Tabasco                 |
| Mongólia                  | Bayaarkhuu Gantogoo      | 24      | 175      |                         |
| Németország               | Reingard Hageman         | 25      | 176      |                         |
| Nepál                     | Sahana Bajracharya       | 21      | 167      | Katmandu                |
| Nicaragua                 | Junieth Rosales          | 21      | 176      | Managua                 |
| Nigéria                   | Inara Isaiah             | 17      | 176      | Bayelsa                 |
| Norvégia                  | Iman Kerigo              | 18      | 168      | Kløfta                  |
| Olaszország               | Ilenia Arnolfo           | 26      | 181      |                         |
| Panama                    | Nicolle Morrell          | 20      | 176      | Panamaváros             |
| Peru                      | Silvana Vásquez          | 22      | 174      | Cajamarca               |
| Puerto Rico               | Yeidy Bosques            | 22      | 180      | Mayagüez                |
| Románia                   | Alina Darmanescu         | 18      | 176      | Bukarest                |
| Oroszország               | Viktoria Shchukina       | 22      | 176      |                         |
| Skócia                    | Cora Buchanan            | 24      | 171      | Edinburgh               |
| Svájc                     | Liza Andrea Küster       | 24      | 168      | Bern                    |
| Szamoa                    | Faaselega Oloapu         |         | 180      |                         |
| Szerbia                   | Tijana Rakic             | 22      | 180      | Belgrád                 |
| Szingapúr                 | Maricelle Rani Wong      | 20      | 166      | Singapore               |
| Szlovákia                 | Tímea Szaboová           | 20      | 183      | Pozsony                 |
| Szlovénia                 | Ines Draganovič          | 19      | 174      | Ljubljana               |
| Szudán (Dél-Szudán)       | Atong de Mach            | 22      | 176      |                         |
| Tajvan                    | Hsing Jung-Lui           | 19      | 175      | Taipei                  |
| Tanzánia                  | Rose Shayo               | 21      | 182      | Dodoma                  |
| Thaiföld                  | Watsaporn Wattanakoon    | 23      | 170      | Chiang Rai              |
| Tonga                     | Glena Lavemai            | 19      | 179      |                         |
| Törökország               | Döndü Şahin              | 24      | 183      | Nürnberg                |
| Új-Zéland                 | Lisa Davids              | 20      | 165      | North Shore             |
| Ukrajna                   | Valentina Zhytnyk        | 18      | 179      | Harkiv                  |
| USA                       | Danielle Bounds          | 26      | 183      | Kansas City             |
| Venezuela                 | Mariángela Bonanni       | 22      | 177      | San Cristóbal           |
| Vietnám                   | Lưu Thị Diễm Hương       | 20      | 171      | Ho Si Minh-város        |
| Wales                     | Louise Hinder            | 19      | 177      | Swansea                 |

### Visszalépett
- Albánia
- Argentína
- Kuba – Bár szerveztek versenyt az Egyesült Államokban, a győztes nem vehetett részt a világversenyen
- Görögország
- Honduras
- Magyarország – Az eredeti győztes, Kaló Jennifer a Miss World versenyen vett részt.
- Izrael
- Pakisztán- Bár szerveztek versenyt Kanadában, a győztes nem vehetett részt a világversenyen.
- Paraguay
- Spanyolország
- Svédország – Pénzügyi okok miatt lépett vissza
- Srí Lanka- Dilrufa Mohamed
- Salvador – Sarai Calderon
- Grúzia – Taliko Shubitidze

### Helyettesítő versenyzők
- Belgium: Jessica van Moorleghhem helyett Melissa Vingerhod versenyez.
- Brazília: Aline Bruch helyett Luisa de Almeida Lopes versenyez.
- Costa Rica: Alejandra Alvarez helyett Allyson Alfaro versenyez.
- Franciaország: Christelle Demaison helyett Fanny Vauzanges versenyez.
- Indonézia: Liza Elly Purnamasari helyett Jessica Aurelia Tji versenyez.
- Kína: Ding Wenyuan helyett Zhao Shenqianhui versenyez
- Németország: Anna Julia Hagen helyett Reingard Hagemann versenyez.
- Románia: Andreea Dorobantiu helyett Alina Darmanescu versenyez.
- Ukrajna: Okelsandra Nikitina helyett Valentina Zhytnyk versenyez.

### Első részvétel
A Miss Earth verseny történetében először veszt részt a rendezvényen a Krími Autonóm Köztársaság, Guyana, és Madagaszkár.

### Más versenyeken
Néhány versenyző már korábban részt vett más nemzetközi szépségversenyeken:
- Miss Universe 2010:  Hollandia Desiree van den Berg
- Miss World 2010:  Hollandia Desiree van den Berg (Top 25)
- Miss International 2009:  Ausztrália Kelly Louise Maguire
- Miss International 2008:  Ecuador Jennifer Pazmiño (Top 12)